# Os triquetrum secundarium
Het os triquetrum secundarium, ook os intermedium antebrachii of os triangulare is een incidenteel voorkomend extra handwortelbeentje. Bij het kleine deel van de bevolking die het extra sesambeentje hebben, is het gelegen tussen het distale deel van het spaakbeen, de processus styloides van de ellepijp, het os lunatum en het os triquetrum. Daar heeft het een wisselende maar ingewikkelde relatie met de gewrichtsschijf. De lokalisatie van het botje kan sterk wisselen en het beentje moet niet worden verward met een os pisiforme secundarium. Het os triquetrum secundarium wordt vaak gezien in menselijke embryo's. Gedurende de embryonale ontwikkeling verdwijnt het botopbouwpuntje, mogelijk doordat het deel gaat uitmaken van de gewrichtsschijf of doordat het fuseert met de processus styloides ulnae.
Op röntgenfoto's wordt een os intermedium antebrachii soms onterecht aangemerkt als afwijkend, losliggend botdeel of als fractuur, niet geheel onterecht aangezien het onderscheid met een avulsiefractuur van de processus styloides ulnae vaak erg lastig is., Daarom zijn velen voorzichtig met het benoemen ervan en vaak wordt als voorwaarde voor een os triangulare een intacte processus styloides ulnae geëist.

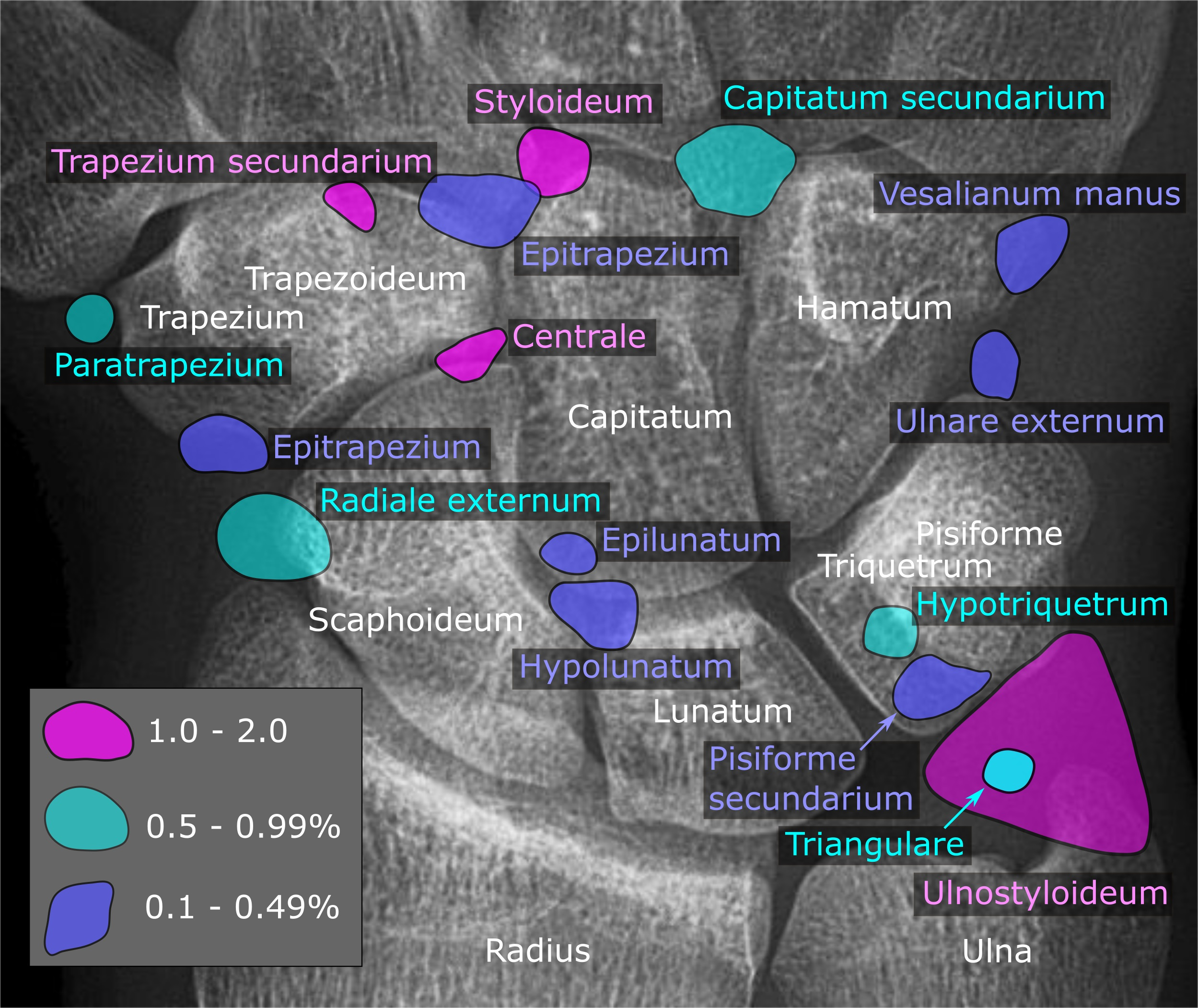
Röntgenfoto van de linker pols, met de extra handwortelbeentjes gekleurd naar hun prevalentie.